# Viguiera revoluta
Viguiera revoluta là một loài thực vật có hoa trong họ Cúc. Loài này được (Meyen) S.F.Blake miêu tả khoa học đầu tiên năm 1918.